# Liu Yunshan

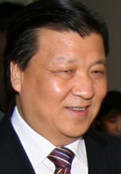
Liu Yunshan

Liu Yunshan (chinesisch 刘云山, Pinyin Liú Yúnshān; * Juli 1947 in Xinzhou, Shanxi) ist ein chinesischer kommunistischer Politiker. Er war von 2002 bis 2017 Mitglied des Politbüros der Kommunistischen Partei Chinas. Zudem war er von 2012 bis 2017 Mitglied des Ständigen Ausschusses des Politbüros.

## Beruf
Liu Yunshan ist von Beruf Lehrer und absolvierte sein Studium an der Pädagogischen Hochschule Jining in Ulanqab, Autonomes Gebiet Innere Mongolei.

## Laufbahn
Liu arbeitete nahezu dreißig Jahre in der Inneren Mongolei, überwiegend im Propagandaapparat und zuletzt 1992 bis 1993 als stellvertretender Parteisekretär der KPCh. 1993 wurde er nach Peking berufen, wo er Vize-Leiter der Propagandaabteilung des Zentralkomitees der KP wurde. Von 2002 bis 2007 war er Leiter der Propagandaabteilung.
Er ist Direktor der Zentralen Parteihochschule der Kommunistischen Partei Chinas und war von 2012 bis 2017 Mitglied des Ständigen Ausschusses des Politbüros.